# Siège de Bois-le-Duc (1629)
Pour les articles homonymes, voir Siège de Bois-le-Duc.
Guerre de Quatre-Vingts Ans
Batailles
- Chronologie de la guerre de Quatre-Vingts Ans
- Valenciennes
- Austruweel
- Rheindalen
- Heiligerlee
- Jemmingen
- Jodoigne
- Brielle
- 1er Flessingue
- Malines
- Goes
- Mons
- Haarlem
- 2e Flessingue
- Borsele
- Zuiderzee
- Alkmaar
- Leyde
- Reimerswaal
- Mook
- Lillo
- Zierikzee
- 1er Anvers
- 1er Bréda
- Gembloux
- Rijmenam
- 1er Deventer
- Maastricht
- 2e Bréda
- Açores
- 2e Anvers
- 3e Anvers
- Boksum
- Zutphen
- 1er Berg-op-Zoom
- Gravelines
- 3e Bréda
- 2e Deventer
- Groningue
- Huy
- 1er Groenlo1
- 2e Groenlo
- Turnhout
- Nieuport
- Ostende
- L'Écluse
- 3e Groenlo
- Saint-Vincent
- Gibraltar
- Saint-Vincent (1621)
- 2e Berg-op-Zoom
- 4e Bréda
- 4e Groenlo
- Matanzas
- Bois-le-Duc
- Abrolhos
- Slaak
- Maastricht
- 5e Bréda
- Cabañas
- Calloo
- Les Downs
- Saint-Vincent (1641)
- Hulst
- Cavite

Le siège de Bois-le-Duc eut lieu d'avril au 14 septembre 1629 pendant la guerre de Quatre-Vingts Ans. L'armée des Provinces-Unies commandée par Frédéric-Henri d'Orange-Nassau assiège et prend la ville de Bois-le-Duc fidèle au roi d'Espagne.

## Contexte
En 1568, les Néerlandais tentent de gagner leur indépendance face à l'autorité de l'Empire espagnol.
L'année 1609 est marquée par la signature du traité d'Anvers et d'un cessez-le-feu entre les Provinces-Unies et les Pays-Bas espagnols, appelé par la suite la trêve de douze ans, grâce à la médiation de la France et de l'Angleterre. C'est au cours de cette trêve que les Provinces-Unies mettent sur pied leur grande flotte de guerre, qui va jouer un rôle si important pour la suite du conflit.
Tout au long de la trêve, les pourparlers en vue d'une paix définitive se poursuivent. Toutefois, les négociateurs espagnols qui exigent la liberté de culte pour les catholiques des Provinces-Unies, refusent de reconnaître cette liberté aux protestants. Autour des routes commerciales vers les colonies d'Extrême-Orient et d'Amérique, les conflits ne font que s'amplifier.
Pendant que les Hollandais déploient leur flotte de guerre pour s'ouvrir la route des comptoirs d'outre-mer, les Espagnols entreprennent alors une nouvelle campagne militaire pour faire tomber les Provinces du nord. L'assaut espagnol sur la forteresse de Berg-op-Zoom est repoussé en 1622, mais en 1625, le stathouder Maurice de Nassau trouve la mort au cours du siège de Breda. Le général espagnol Ambrogio Spinola obtient la reddition de la ville. Après cette victoire, Frédéric-Henri d'Orange-Nassau, demi-frère de Maurice de Nassau, reprend le flambeau à la tête de l'armée républicaine et le vent tourne définitivement en faveur de la république néerlandaise.

## Bois-le-Duc

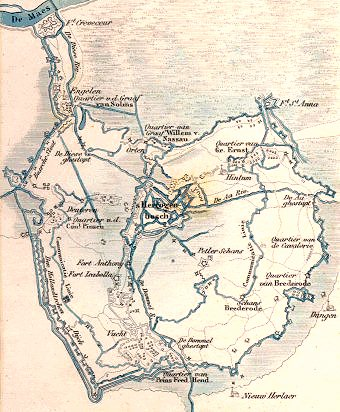
Bois-le-Duc en 1629

Fidèle au roi d'Espagne depuis 1579, Bois-le-Duc est le principal bastion de la région. D'importantes sommes d'argent ont été investies pour renforcer sa défense, confiée à Anthonie Schetz, baron de Grobbendonck, gouverneur militaire de la ville.
Les fossés qui entourent la place rendent les assauts improbables. Creuser des tranchées et des mines souterraines dans les sols marécageux des environs est impensable. Au début du XVIIe siècle, à deux reprises déjà Maurice de Nassau n'est pas parvenu à prendre la ville. Bois-le-Duc est tout simplement considérée comme imprenable.

## Le siège

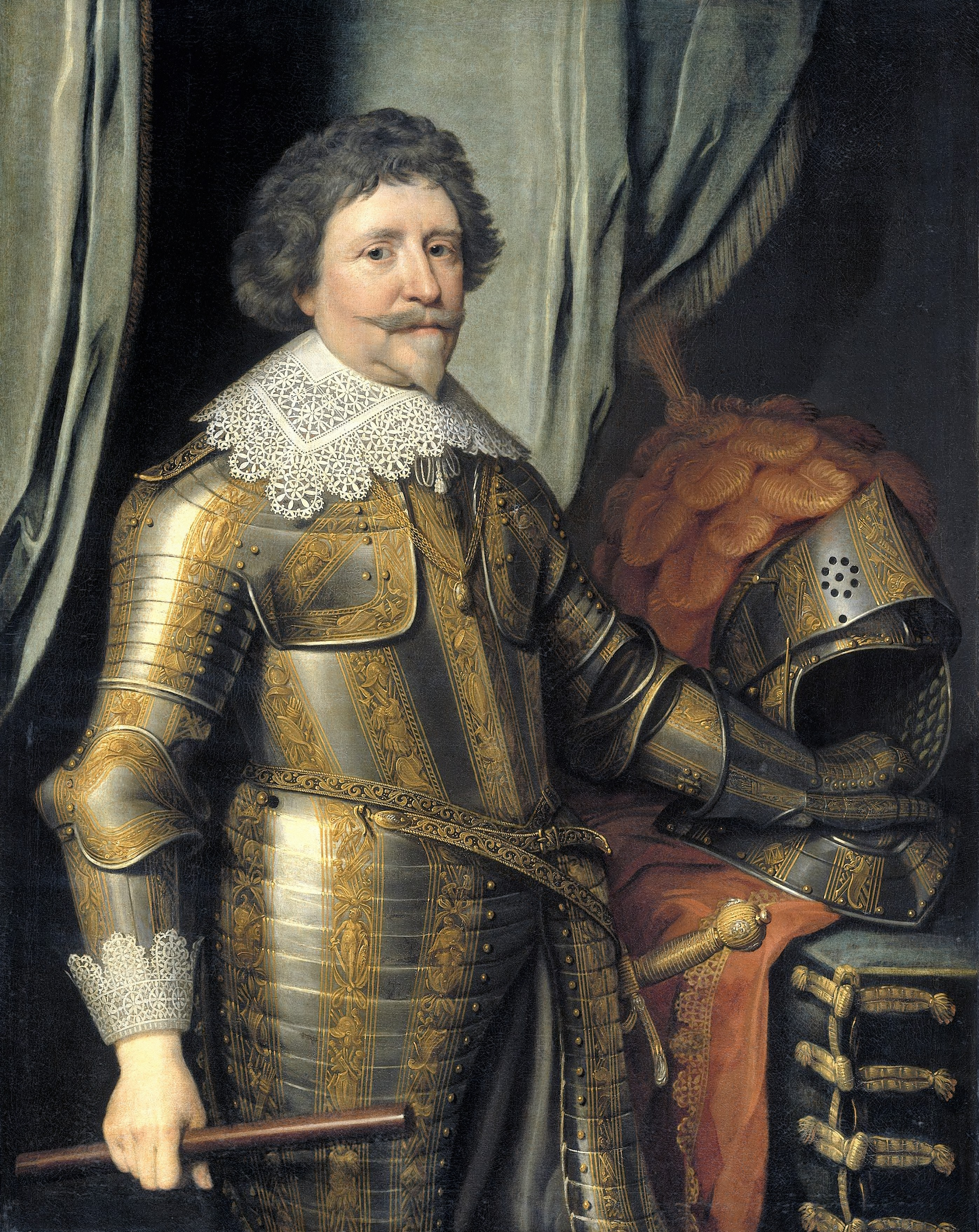
Frédéric-Henri d'Orange-Nassau

Frédéric-Henri se présente devant la ville en avril 1629 avec une armée de 24 000 fantassins, 4 000 cavaliers et 4 000 miliciens. Pour assécher les marais, il détourne les deux rivières, la Dommel et l'Aa, qui les alimentent. Une digue de quarante kilomètres est dressée, des moulins mus par des chevaux achèvent d'assécher les terrains. Des tranchées d'approche pourront ensuite être creusées.
Pendant ce temps, les autorités espagnoles envoient une armée de renfort commandée par Henri van den Bergh, comte de Bergh, cousin de Frédéric-Henri, qui arrive en juillet. Lorsqu'il arrive, Van den Bergh comprend que le siège est trop avancé pour qu'il puisse le lever. Il essaye de détourner l'attention du stathouder en prenant la ville de Amersfoort le 14 août, mais ses lignes de ravitaillement sont coupées par la prise de Wesel le 19 août, et il doit se retirer en laissant Bois-le-Duc à la merci des rebelles.
Les assaillants bombardent constamment la ville. Le 18 juillet le fort Isabella tombe. Le lendemain, c'est le tour du fort Anthoyne ; mais les 2 500 hommes de la garnison résistent toujours. Les Néerlandais poursuivent leurs travaux de sape jusque sous la porte sud, la porte de Vucht. Le 11 septembre une explosion importante ouvre une brèche dans les murs. Le 14 septembre, le gouverneur Anthonie Schetz, baron de Grobbendonk, capitule.

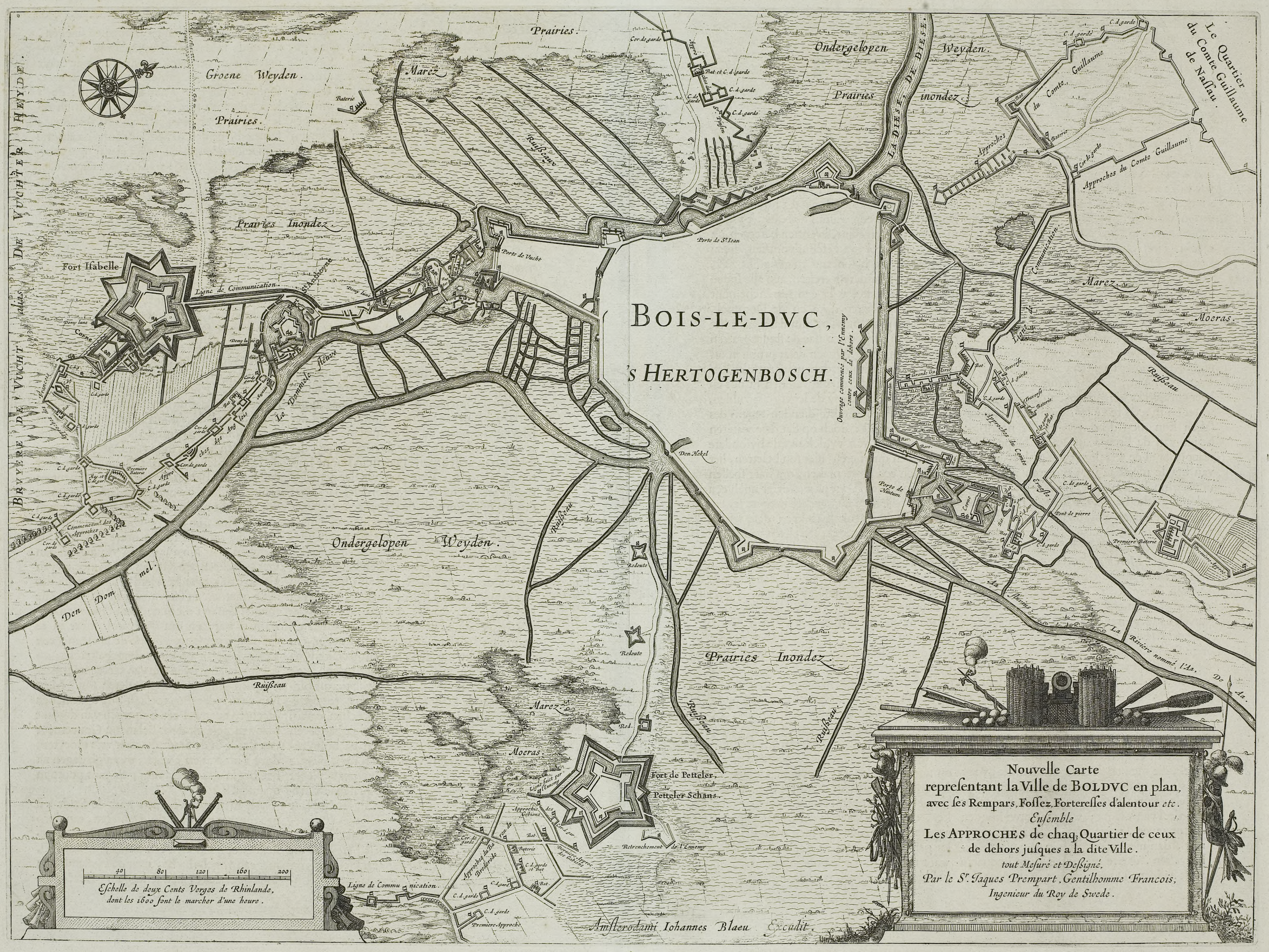
Le siège de Bois-le-Duc en 1629 d'après Joan Blaeu en 1649.

## Conséquences
La perte de Bois-le-Duc porte un grand coup au prestige des Espagnols. Leurs positions dans le nord du pays sont sérieusement menacées et Frédéric-Henri, encouragé par le succès, continue sa campagne avec l'aide de son cousin et ancien rival Henri van den Bergh, qui change de camp en 1632, après avoir été accusé de trahison.
La guerre en Flandre se poursuit jusqu'à la signature du traité de Münster en 1648 et les Provinces-Unies accèdent enfin à l'indépendance.
Aujourd'hui encore, le duché de Brabant reste divisé en deux provinces: l'une belge (Brabant) et l'autre néerlandaise (Brabant-Septentrional).

## Sources
- (es) Cet article est partiellement ou en totalité issu de l’article de Wikipédia en espagnol intitulé « Asedio de Bolduque (1629) » (voir la liste des auteurs).